# Dow Gulf Coast Pipeline
Dow Gulf Coast Pipeline — трубопровідна система у Техасі, котра транспортує зріджені вуглеводневі гази (включаючи олефіни) між установками фракціонування, нафтохімічними майданчиками та сховищами.

## Union Carbide Gulf Coast LPG Pipeline
Протягом другої половини 20 століття одним з провідних гравців світової нафтохімічної галузі була компанія Union Carbide, котра володіла у регіоні Мексиканської затоки цілим рядом виробничих майданчиків — у Сідрифті, Техас-Сіті (обидва Техас), Тафті (Луїзіана). Тут знаходились піролізні установки, котрі, зокрема, споживали гомологи метану та випускали олефіни. Для обслуговування цих майданчиків Union Carbide створила мережу трубопроводів, котра простягнулась від околиць Нового Орлеану до прикордонного з Мексикою Браунсвіля (в останньому випадку, втім, постачання зріджених газів не було пов'язане із потребами нафтохімії). Загальна довжина цієї системи становила біля 1700 миль, а серед під'єднаних до неї об'єктів можна назвати також підземне сховище у Маркхамі (тут вже станом на середину 1960-х років було організовано зберігання ЗНГ і етилену) та установку фракціонування Кінг-Ранч (від останньої до Сідрифту, зокрема, прямував етанопровід, виконаний в діаметрах 250 і 300 мм, крім того, паралельно тягнулась лінія діаметром 200 мм для етан-пропанової суміші).
У 1984-му на заводі Union Carbide у індійському Бхопалі відбулась аварія із масовою загибеллю людей. , що стало початком великих проблем для цієї корпорації. У підсумку на початку 2000-х вона була придбана іншим хімічним концерном Dow Chemical, котрий об'єднав трубопровідну мережу Union Carbide зі своєю. При цьому в 2003 році піролізні установки в Сідрифті та Техас-Сіті закрили, проте продовжили здійснювати на цих майданчиках виробництво похідних продуктів. Як наслідок, трубопроводи наразі забезпечують майданчик у Сідрифті етиленом (для виробництва поліетилену), а у Техас-Сіті — пропіленом та етиленом (необхідні для продукування ізопропанолу та вінілацетату).

## Dow Gulf Coast Pipeline
До придбання Union Carbide Dow Chemical мала піролізні майданчики у Фріпорті (Техас) і Плакуеміні (Луїзіана), а також призначену для їх обслуговування мережу трубопроводів. Після її об'єднання із активами Union Carbide загальна довжина ліній Dow Gulf Coast Pipeline досягла 3000 тисяч миль. По ним транспортують етан-пропанову суміш, пропан, бутан, етилен та пропілен, а у також природний газ (метан).
У 2013 році на півдні Техасу стала до роботи нова установка фракціонування Бонні-В'ю. Отримані тут етан та пропан могли постачати для потреб  Dow Chemical через трубопроводи компанії Seadrift Pipeline (одна зі складових колишньої мережі Union Carbide).